# Бату-Лаяр (район)
Бату́-Лая́р (індонез. Batu Layar) — один з 10 районів округу Західний Ломбок провінції Західна Південно-Східна Нуса у складі Індонезії. Розташований у північній частині. Адміністративний центр — селище Бату-Лаяр.
Населення — 46427 осіб (2012; 45388 в 2010).

## Адміністративний поділ
До складу району входять 5 селищ та 1 село:
| Населений пункт   | Населення, осіб (2010) |
| ----------------- | ---------------------- |
| Бату-Лаяр, селище | 11393                  |
| Лембах-Сарі, село | 6520                   |
| Менінтінг, селище | 5721                   |
| Сандік, селище    | 12632                  |
| Сенггігі, селище  | 4578                   |
| Сентелук, селище  | 4544                   |